# Dimitri Navachine
 (janvier 2012).
Si vous disposez d'ouvrages ou d'articles de référence ou si vous connaissez des sites web de qualité traitant du thème abordé ici, merci de compléter l'article en donnant les références utiles à sa vérifiabilité et en les liant à la section « Notes et références ».
Dimitri Navachine (30 août 1889 - 23 janvier 1937) est un journaliste et économiste russe en affaires avec l'URSS.

## Biographie
Banquier russe et avocat à Moscou, en 1917 il prend part à la révolution d'Octobre. Il est vice-président du Comité central de la Croix-Rouge pour les prisonniers de guerre et membre du bureau d'études économiques de la Banque pour le commerce et l'industrie de Moscou en 1924. Il est directeur de la Banque commerciale pour l'Europe du Nord de 1925 à 1930. Il est l'ami du ministre Anatole de Monzie, lequel fit reconnaître l'URSS par la France et négocia le remboursement de l'emprunt russe.

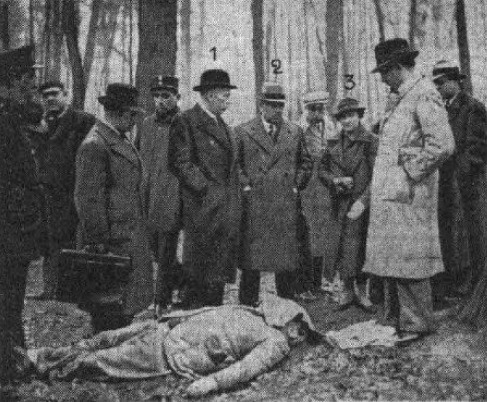
Son corps étendu dans le bois de Boulogne. Photographie publiée dans Le Petit Parisien.

Le 23 janvier 1937, il est assassiné de six coups de baïonnette tronquée, dont un en plein cœur, avenue du Parc-des-Princes, entre le bois de Boulogne, dont il rentrait comme à son habitude à 10 h 30, et son domicile, 28 rue Michel-Ange. Une hypothèse non confirmée serait qu'il a été assassiné par Jean Filiol, de la Cagoule.
Il est inhumé au cimetière de Montrouge (46e division).

### Documentaire
- William Karel, La Cagoule, enquête sur une conspiration d’extrême droite, 1996